# فاينل فانتسي 4
فاينل فانتاسي 4 (باليابانية: ファイ ルファンタジー، فاينارو فانتاجي فو)، المعروفة أيضا باسم فاينل فانتسي 2 في إصدار أمريكا الشمالية الأولي، هي لعبة فيديو لعب الأدوار من إنتاج شركة سكوير (وهي الآن سكوير إنكس) على نظام سوبر نينتندو إنترتينمنت سيستم. أصدرت في عام 1991، هي اللعبة الرئيسية الرابعة من سلسلة فاينل فانتسي. بطل اللعبة هو سيسيل، وهو فارس الظلام يحاول منع الساحر غولبيز من الاستيلاء على بلورات قوية وتدمير العالم. وينضم في مسعاه مجموعة متغيرة من الحلفاء. قدمت اللعبة عدة ابتكارات أصبحت من أساسية في السلسلة وفي ألعاب تقمص الأدوار بشكل عام. تم استخدام نظام «زمن القتال النشط» في خمس ألعاب لاحقة في فاينل فانتسي، وعلى عكس الألعاب السابقة في هذه السلسلة، فقد منحت كل شخصية طبقتها الخاصة بها والتي لا تتغير.
تم نقل اللعبة لعدة نظم ألعاب أخرى مع تفاوت في الاختلافات. تم إصدار نسخة جديدة محسنة، وتسمى أيضا فاينل فانتسي 4، مع رسومات ثلاثية الأبعاد على نينتندو دي إس في عام 2007 وعام 2008. وضعت اللعبة بعنوان فاينل فانتسي 2 خلال إصدارها الأول خارج اليابان إذ أن اللعبتين الثانية والثالثة لم تصدر خارج اليابان وقتها. ولكن الإصدار المحلي استخدمت العنوان الأصلي.
اعتمدت اللعبة على القصة التي تحركها الشخصيات، واستخدمت تقنيات جديدة والموسيقى من تلحين نوبو أويماتسو والتي أثنى عليها النقاد، فاعتبرت هذه اللعبة كمعلم ضمن السلسلة وألعاب تقمص الأدوار. بيع من اللعبة بمختلف إصداراتها أكثر من أربعة ملايين نسخة في جميع أنحاء العالم. أصدرت تتمة بعنوان فاينل فانتاسي 4: السنوات اللاحقة، أصدرت للهواتف النقالة في اليابان في عام 2008، وفي جميع أنحاء العالم عبر متجر قناة وي في 1 يونيو 2009. وفي عام 2011، أصدرت هذه اللعبة وتتمتها على بلاي ستيشن بورتابل ضمن مجموعة فاينل فانتسي 4: المجموعة الكاملة، والتي شملت أيضا لعبة جديدة تقع بين الاثنين؛ فاينل فانتسي 4: استراحة. أصدرت نسخ نينتندو دي إس جديدة على آي أو إس في عام 2012، وأندرويد في عام 2013 وويندوز في عام 2014.

## الشخصيات

### الشخصيات الرئيسية
- سيسيل هارفي

## وصلات خارجية
- فاينل فانتسي 4 على موقع IMDb (الإنجليزية)
- Final Fantasy IV